# Rudolf Amelunxen

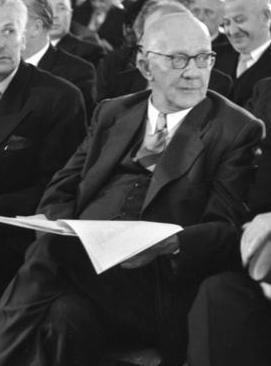
Rudolf Amelunxen in der Bundesversammlung am 17. Juli 1954

Wilhelm Rudolf Konrad Amelunxen (* 30. Juni 1888 in Köln; † 21. April 1969 im Kloster Grafschaft, heute zu Schmallenberg) war ein deutscher Politiker der Zentrumspartei und erster Ministerpräsident von Nordrhein-Westfalen.

## Leben

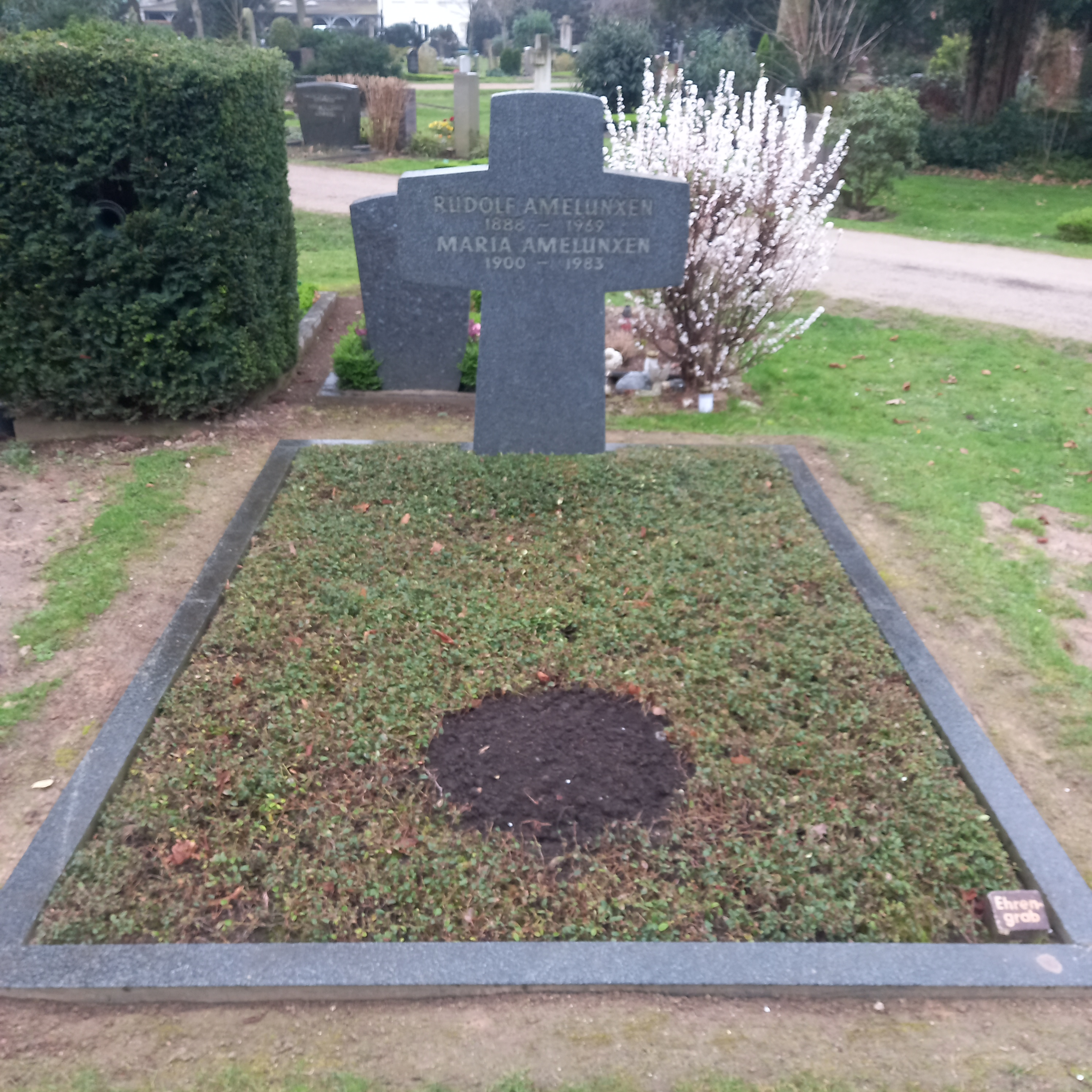
Das Grab von Rudolf Amelunxen und seiner Ehefrau Maria auf dem Nordfriedhof (Düsseldorf)

Amelunxen war Sohn eines Rechnungsrates bei der königlich-preußischen Eisenbahndirektion in Köln. 1909 machte er sein Abitur an derselben Schule wie Konrad Adenauer, dem Apostelgymnasium. Er studierte an der Albert-Ludwigs-Universität Freiburg Rechtswissenschaften, Geschichte und Psychiatrie. Durch seine Mitarbeit in der sozialstudentischen Bewegung Carl Sonnenscheins wurde er auf die sozialen Probleme der Arbeiterschaft aufmerksam. Er wechselte zunächst an die Friedrich-Wilhelms-Universität Berlin, dann nach Bonn und legte 1912 das erste Staatsexamen und dann das zweite Staatsexamen ab. 1914 wurde er an der Universität Erlangen mit dem Thema Die Verletzung der Unterhaltspflicht des unehelichen Vaters vom strafrechtlichen und armenpolizeilichen Standpunkt aus zum Doktor der Rechte promoviert.
Amelunxen war von 1919 bis 1933 im preußischen Verwaltungsdienst tätig, zunächst im Wohlfahrtsministerium, seit 1923 im Staatsministerium, in dem er zum Ministerialrat avancierte und schließlich persönlicher Referent des sozialdemokratischen Ministerpräsidenten Otto Braun wurde. Seit 1926 war er Regierungspräsident in Münster. Nach dem Preußenschlag wurde er zum 30. März 1932 in den einstweiligen Ruhestand versetzt und durch den Staatssekretär der Reichskanzlei, Hermann Pünder, ersetzt. Möglicherweise war dabei auch, wie von Amelunxen selbst angenommen, eine persönliche Feindschaft des Reichskanzlers Franz von Papen mitentscheidend, dessen ungewöhnlich hohe Aufwandsentschädigung als ehrenamtlicher Bürgermeister von Merfeld bei Dülmen er mehrere Jahre zuvor drastisch gekürzt hatte.
Während der Zeit des Nationalsozialismus arbeitete er als Hilfsschlosser.
Amelunxen wurde auf dem Nordfriedhof (Düsseldorf) begraben.

## Partei
Bereits während des Kaiserreichs war Amelunxen Demokrat, nach 1919 galt er als Vertreter des linken Flügels der Zentrumspartei, der er nach der Neugründung 1947 wieder beitrat. 1949 war Amelunxen Kandidat der Zentrumspartei für das Amt des Bundespräsidenten, erhielt mit 28 (1. Wahlgang) bzw. 30 Stimmen (2. Wahlgang) jedoch lediglich die drittmeisten Stimmen hinter Theodor Heuss (FDP) und Kurt Schumacher (SPD). Amelunxen war entschiedener Gegner der Bestrebungen zur atomaren Aufrüstung während der 1950er-Jahre.

## Abgeordneter
1946/47 war Amelunxen Mitglied des Zonenbeirates der britischen Besatzungszone. 1949 wurde er in den Deutschen Bundestag gewählt, legte sein Mandat aber schon am 7. Oktober nieder, um Regierungsmitglied in Nordrhein-Westfalen bleiben zu können. Bis 1958 war er Mitglied des Landtages, dem er bereits seit 1946 fraktionslos, dann ab 1947 als Mitglied des Zentrums angehört hatte.

## Öffentliche Ämter

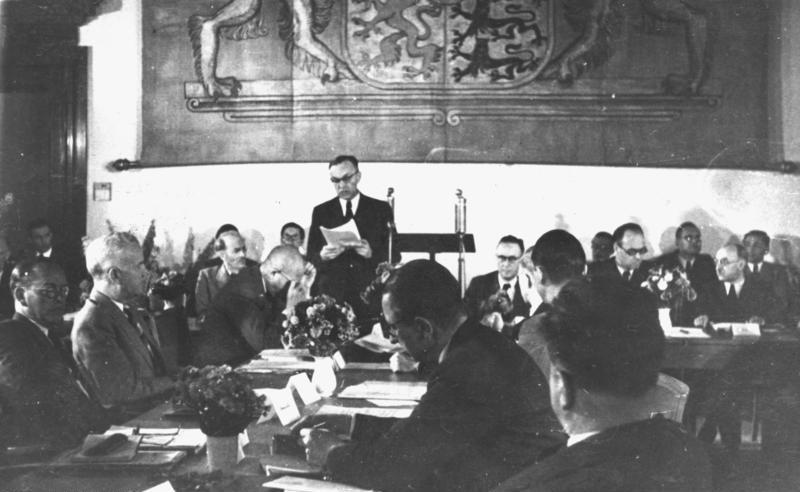
Amelunxen beim Ministerpräsidenten-Treffen in München im Juni 1947

Nach dem Zweiten Weltkrieg wurde er von der britischen Besatzungsmacht am 5. Juli 1945 zum Oberpräsidenten von Westfalen und am 24. Juli 1946 zum ersten Ministerpräsidenten von Nordrhein-Westfalen berufen, wobei ihm als (zu dieser Zeit) parteipolitisch ungebundenem Verwaltungsfachmann der Vorzug vor dem Oberpräsidenten der Nordrheinprovinz, Robert Lehr, und dem Düsseldorfer Oberbürgermeister Karl Arnold, die ebenfalls in Betracht gezogen worden waren, gegeben wurde. Am 29. August 1946 nahm das erste Kabinett Amelunxen seine Arbeit auf. Darin übernahm er kurzzeitig auch das Amt des Kultusministers.
Mit der ersten Landtagswahl 1947 wurde Amelunxen von Karl Arnold (CDU) als Ministerpräsident abgelöst und übernahm in dessen Regierung bis 1950 das Amt des Sozial- sowie danach bis 1958 auch in der Regierung von Fritz Steinhoff (SPD) das des Justizministers.

## Schriften
- Studentische Jugendgerichtshilfe. Sekretariat sozialer Studentenarbeit, M. Gladbach 1911 (Studentenbibliothek; H. 4).
- Rechtsstudium und Sozialarbeit. Sekretariat soz. Studentenarbeit, M. Gladbach 1913 (Studenten-Bibliothek; H. 6).
- Grossstadtelend. Volksvereins-Verlag, M. Gladbach 1913 (Flugschriften des Sekretariats Sozialer Studentenarbeit; H. 8).
- Justiz und Volk: Ein Wort an Nichtjuristen, Jugenderzieher u. Volksfreunde. Breer & Thiemann, Hamm (Westf.) 1914 (Frankfurter zeitgemäße Broschüren; N. F. Band 33, H. 7).
- Die Verletzung der Unterhaltspflicht des unehelichen Vaters vom strafrechtlichen und armenpolizeilichen Standpunkt. Borna/Leipzig 1914 (Erlangen, Jur. Diss., 1914).
- Die Liebestat der Kriegswaisenadoption: Ein Ruf an Kinderfreunde, Jugendschutzvereine u. Waisenämter. Boisserée, Cöln 1915.
- Beschränkte Erwerbsfähigkeit und Fürsorgearbeit. Sekretariat Soz. Studentenarbeit, M. Gladbach [1915] (Der Weltkrieg; 14).
- Die Lazarettfürsorgerin. Sekretariat Sozialer Studentenarbeit, M. Gladbach [1916] (Der Weltkrieg; 62).
- Wir wollen weiterleben, Ansprachen d. Rudolf Amelunxen. Hrsg. v. d. Pressestelle d. Westf. Provinzial-Regierg. Lechte, Emsdetten [1946].
- Baustein zum neuen Reich: Landtagseröffnung Nordrhein-Westfalen 2. Oktober 1946 [Ansprachen von Rudolf Amelunxen [u.] W. Sholto Douglas]. Schwann, Düsseldorf 1946.
- Wege zum Volksstaat: Ansprachen. Merkur-Verlag, Düsseldorf 1947.
- Kampf gegen Not: Ansprachen. West-Verlag, Essen/Kettwig 1948.
- Das Kölner Ereignis. 2., unveränd. Auflage. Ruhrländ. Verlag-Ges., Essen 1956.
- Kleines Panoptikum: 8 Männer und eine Frau. Ruhrländ. Verlag-Ges., Essen 1957.
- Carl Sonnenschein: ein Grossstadtapostel; Gedenkrede zum 30. Todestag geh. am 23. Febr. 1958 in Berlin. Staatsbürgerliche Bildungsstelle des Landes Nordrhein-Westfalen, Düsseldorf 1958.
- Ehrenmänner und Hexenmeister: Erlebnisse und Betrachtungen. Olzog, München 1960.

## Ehrungen
Im Kölner Stadtteil Sülz ist eine Straße nahe dem Justizzentrum nach Amelunxen benannt.